# Д’Обичи, Валерия
Валерия Д’Обичи (итал. Valeria D'Obici; род. 17 апреля 1952, Леричи, Лигурия) — итальянская актриса.

## Биография
Дебютировала на большом экране в роли Фалены в криминальной ленте Лучиано Эрколи «Полиция в замешательстве» (1975). Широкую популярность Валерии Д'Обичи принесла роль Фоски в картине известного итальянского режиссёра Этторе Скола «Любовная страсть» (1981). Актерская работа Д’Обичи была удостоена премии «Давид ди Донателло» за лучшую женскую роль, а также номинирована на «Золотой глобус» в той же категории. Актриса работала в том числе с такими  режиссёрами, как Лилиана Кавани, Пупи Авати, Кастеллано и Пиполо, Луиджи Коменчини, Дино Ризи, Габриэле Муччино.